# Porcelana Futebol Clube do Cazengo
Porcelana Futebol Clube do Cazengo, meist nur Porcelana FC genannt, ist ein angolanischer Fußballverein aus N’dalatando, Hauptstadt des Landkreises Cazengo.
Das Gründungsdatum ist nicht öffentlich gemacht worden. Der angolanische Fußballverband FAF ließ den Klub 2009 erstmals zum Spielbetrieb zu.
Der Klub empfängt seine Gäste im städtischen Stadion von N’dalatando, dem Estádio Municipal Santos Diniz. 6.000 Zuschauer finden dort Platz.
Der Porcelana FC stieg 2012 erstmals auf in die oberste Spielklasse Angolas, die Profiliga Girabola. Seine erste Saison 2013 beendete der Verein auf dem 14. Platz und musste in der Folge wieder absteigen in die zweite Liga, die Gira Angola.